# Велингтон (Јута)
Велингтон (енгл. Wellington) град је у америчкој савезној држави Јута.

## Демографија
По попису из 2010. године број становника је 1.676, што је 10 (0,6%) становника више него 2000. године.
| Група             | 2000.         | 2010.         |
| Белци             | 1.538 (92,3%) | 1.420 (84,7%) |
| Афроамериканци    | 2 (0,1%)      | 8 (0,5%)      |
| Азијати           | 3 (0,2%)      | 7 (0,4%)      |
| Хиспаноамериканци | 82 (4,9%)     | 183 (10,9%)   |
| Укупно            | 1.666         | 1.676         |